# 十狐城
十狐城（とっこじょう）は、秋田県大館市（出羽国）にあった日本の城（平山城）。
別名:独鈷城。

## 概略
戦国時代、比内地方を中心に勢力を拡大した浅利氏の本拠地。
永正15 年(1518年)大館地方に移った清和源氏義光流の浅利與一則頼が最初に築城し、一族を比内地方に配置。勢力を拡大した。
浅利勝頼が扇田や大館に城を構えるまでの主城とし、大日堂が守り神として現存している。
城郭規模は比内随一。

## 構造
炭谷川が犀川に合流する地点の北東側の舌状台地に築かれている。
群郭式の平山城で、深い空堀によって区画されたI〜Ⅳの四郭と2つの出丸からなる。城の規模は東西約300ｍ×南北約300ｍ。
- 【I郭（主郭）】城の中央に位置。東西約50m×南北約120m。周囲は高さ5〜6mの切岸に加工され、西側に折れ虎口が設けられている。

東側は谷地を利用した空堀で、東南の浮島と呼ばれる池から水が流れている。十狐城の水の手。I郭とⅣ郭間の堀を湿地状にする役割を持っていたものと推測される。
- 【Ⅱ郭（西郭）】Ⅰ郭の西側、幅約40mの空堀（武者溜か）を隔てて位置している。東西約40m×南北約130m。空堀とは坂虎口で繋がっている。

中央部より多量の焼米が出土したことから米蔵と称されている。
- 【Ⅲ郭（北郭）】Ⅰ郭とⅡ郭の北側に位置し、東西約110m×南北約40m。元はⅠ郭と同一の台地だったが、幅約10mの空堀を設けて分断している。監視用の郭か。出丸が2カ所設置されている。
- 【Ⅳ郭（東郭）】Ⅰ郭の東側に位置。東西約30m×南北約80m。

## その他
十狐城の南には大日神社(現社殿(寛文12年(1672年))築)がある。浅利氏入部以前からあったとされているが、浅利則頼が再建(大永6年(1526年))後に浅利氏の氏神となった。
北側の沢に降りると中世の八角石造りの井戸、お茶の水(伝16世紀築造)がある。